# قائمة مواقع التراث العالمي في البرتغال
مواقع التراث العالمي هي المناطق أو المعالم التي ترشحها لجنة التراث العالمي التابعة لمنظمة الأمم المتحدة للتربية و الثقافة و العلوم أو كما تسمى بإختصار اليونسكو، وهذه المواقع تتميز بأهمية للتراث العالمي أو الطبيعي، فقد تكون طبيعية مثل الجبال والغابات، أو من صنع بشري مثل الفنون المعمارية والمدن والجسور وغيرها، وهذه الأمور موضحة في أتفاقية التراث العالمي أو اليونسكو التي نشأت في عام 1972، صادقت البرتغال على أتقاقية التراث العالمي في 30 سبتمبر من عام 1980 لتكون بذلك المواقع التي تتميز بأهمية التراث العالمي في البرتغال مؤهلة لدخول قائمة التراث العالمي.

تم إضافة أول موقع للتراث العالمي في البرتغال في عام 1983، أعتبارا من عام 2019 يوجد في البرتغال 17 موقعا للتراث العالمي منها 16 موقعا طبيعيا وفقا لمعايير الأختيار وتوجد ثلاث مواقع خارج جزر البرتغال واحد منها في أرخبيل الأزور وواحد في جزر ماديرا وواحد مشترك مع إسبانيا.

## القائمة
دورو دوك
هي منطقة برتغالية تقع شمال البرتغال، دورو دوك منطقة طبيعية خضراء تتميز بكثرة مزارع العنب وهي منطقة تشتهر بصنع النبيذ بمختلف أنواعه، وتم تصنيفها ضمن مواقع التراث العالمي عام 2001 وتعرف المنطقة أيضًا باسم (منطقة النبيذ ألتو دورو).
آنغرا دو هروئيسمو
هي مدينة برتغالية تقع في أرخبيل الأزور صنفت ضمن التراث العالمي في عام 1983.
دير المسيح في تومار
هي كنيسة أثرية برتغالية تقع في مدينة تومار وأفتتحت الكنيسة في عام 1160 وصلات ضمن اليونسكو في عام 1983.
شنترة
هي مدينة برتغالية ثقافية مليئة بالمناطق التاريخية المتعددة وتم تصنيفها ضمن اليونسكو في عام 1995.
بلدة جاريسيون الحدودية في إلفاس وتحصيناتها
هي بلدة تاريخية تقع في مدينة الواس الحدودية مع إسبانيا، تم تصنيف البلدة ضمن اليونسكو في عام 2012.
إيفورا
هي مدينة برتغالية ومركز محافظة إيفورا البرتغالية، صنف مركزها التاريخي ضمن مواقع التراث العالمي في عام 1986.
غيمارايش
هي مدينة برتغالية تقع شمال البرتغال في منطقة براغا وتمتاز بكثرة المواقع التاريخية منها التي هيا من مختلف العصور وخاصة العصور الوسطى وعصر النهضة وتم تصنيفها ضمن مواقع التراث العالمي في عام 2001.
بورتو
هي ثاني أهم مدينة في البرتغال بعد العاصمة لشبونة وتقع شمال البرتغال، وتمتلء المدينة بالمواقع الأثرية والثقافية وكانت مدينة مهمة وكبيرة ومعروفة على المستوى الأوروبي خاصة في فترة العصور الوسطى ومازالت كذلك حتى الآن، وتعد مدينة بورتو القديمة (الجزء التاريخي من المدينة) واحدة من أهم الوجهات السياحية في بورتو، وصنفت المدينة ضمن مواقع التراث العالمي في عام 1996.
المناظر الطبيعية العامة لجزيرة بيكو
هي مجموعة من الغابات والمزارع والمساحات الخضراء الواسعة في جزيرة بيكو البرتغالية صنفت ضمن مواقع التراث العالمي في عام 2004.
غابات لوريل في ماديرا
هي الغابات شبه الأستوائية ذات المساحة الواسعة التي تقع في جزيرة ماديرا تم تصنيفها ضمن التراث العالمي في عام 1999.
دير الكوباكا
هي كنسية تاريخية تقع في مدينة ألكوباكا وتعرف إيضا باسم دير الكوباسا، وتم تصنيفها ضمن مواقع التراث العالمي في عام 1989.
دير باتالها
هي كنيسة تاريخية تقع في مدينة باتالها، وتم تصنيفها ضمن مواقع التراث العالمي في عام 1983.
دير جيرونيموس وبرج بيليم في لشبونة
دير جيرونيموس هي كنيسة تاريخية تقع في العاصمة البرتغالية لشبونة وتم تصنيفها ضمن مواقع التراث العالمي في عام 1983، وبرج بيليم هو برج تاريخي في العاصمة البرتغالية لشبونة، وتم تصنيفه ضمن مواقع التراث العالمي في عام 2008.
مواقع الفنون الصخرية الأثرية في دورو
هي مجموعة من النقوش والنحت على الصخور الأثرية التي تعود إلى عصور ما قبل التاريخ في منطقة دورو، وتقع مواقع الفنون الصخرية في الحدود البرتغالية والإسبانية وهي مشتركة مع إسبانيا.
جامعة قلمرية
هي جامعة تاريخية تقع في مدينة قلمرية البرتغالية، وتم تصنيفها ضمن مواقع التراث العالمي في عام 2013.

## مواقع مؤقتة
يوجد في البرتغال 11 موقعا مصنف ضمن اليونسكو على أنه مؤقت وهي:
1. شنترين.
2. ألجار دو كارفاو
3. فورنا دو إنكسوفر
4. مارفاو
5. جزر سافاج
6. جنوب غرب ألينتيخو ومنتزه فيسنتين كوست الطبيعي
7. لشبونة بايكسا
8. قصر مافرا
9. غابة بوكاكو
10. حديقة أرابيدا الطبيعية
11. المسار الأحفوري